# Xiphozelinae
De Xiphozelinae zijn een onderfamilie van vliesvleugeligen uit de familie schildwespen (Braconidae).

## Geslacht
- Xiphozele (Cameron, 1906)